# Riu Avoca
El Riu Avoca (en irlandès: Abhainn Abhóca; històricament Abhainn Mór / Abhainn Dé) és un riu al comtat de Wicklow, Irlanda. L'Avoca comença la seva vida com dos rius, l'Avonmore (irlandès: Abhainn Mór, que significa «riu gran») i l'Avonbeg (irlandès: Abhainn Bheag, que significa «riu petit»). Aquests s'uneixen en un punt nomenat la «Trobada de les aigües» (Cumar an dá Uisce) a la vall d'Avoca, que es considera un lloc de bellesa local, i va ser celebrada per Thomas Moore a seu poema del mateix nom.
L'Avoca desemboca al Mar d'Irlanda en Arklow, on es troba un gran estuari.